# Terapia genética na doença de Parkinson
A terapia genética na doença de Parkinson,  em sintese, é a criação de novas células capazes de produzer um neurotransmissor específico (dopamina), que protegem o sistema neural ou atuam na modificação de genes que estão relacionados à doença de Parkinson. Essas células são então transplantadas para um paciente com a DP. Ela pode hiperativar circuitos cerebrais específicos associados à disfunção motora. Embora as terapias de DP estejam se desenvolvendo rapidamente, ainda não há estudos comparativos suficientes avaliando a segurança e a eficácia dos tratamentos disponíveis. Existem diferentes tipos de tratamentos que se concentram em reduzir os sintomas da doença, mas atualmente não há cura.

## Tratamentos atuais
A doença de Parkinson (DP) é um distúrbio neurológico progressivo resultante da morte de células na substância negra que contêm e produzem dopamina. Pessoas com DP podem desenvolver distúrbios em suas funções motoras. Algumas atividades podem ser tremores , rigidez e lentidão de movimentos (bradicinesia). Os pacientes podem eventualmente apresentar certos problemas psiquiátricos como depressão e demência . A intervenção farmacológica atual consiste na administração de L-dopa, um precursor da dopamina. A terapia com L-dopa aumenta a produção de dopamina dos neurônios nigrais . Outra terapia é a estimulação elétrica cerebral profunda para modular a hiperatividade do núcleo subtalâmico até a perda da sinalização da dopamina no estrato. Entretanto, com esse tratamento, o número de neurônios da substância negra apresenta uma redução e torna-se menos eficiente.
Esses tratamentos buscam reduzir os sintomas do paciente com foco no aumento da produção de dopamina, mas ainda não curam a doença. Os novos tratamentos para DP estão em ensaios clínicos e a maioria deles é centrada na terapia genética . Com isso, os pesquisadores esperam compensar a perda de dopamina ou proteger os neurônios dopaminérgicos da degeneração. As terapias farmacológicas e cirúrgicas para a DP concentram-se na compensação da disfunção dos gânglios causada pela degeneração do neurônio dopaminérgico da substância negra.

## Histórico da terapia genética
Há muitos novos tratamentos para DP em ensaios clínicos e diversos  estão se concentrando em abordagens terapêuticas genéticas que compensam a perda de dopamina ou protegem os neurônios dopaminérgicos do sistema nervoso da degeneração. Há algumas razões importantes para focar na terapia genética como tratamento para a DP. Em primeiro lugar, atualmente não há cura para esta doença. Em segundo lugar, foram identificados alguns genes que podem modular o fenótipo do neurônio ou atuar como agentes neuroprotetores. Além disso, o ambiente do cérebro não pode permitir injeções repetidas na região onde a substância negra encontra o estriado, o nigroestriado. Portanto, a terapia genética pode ser um tratamento único atraente, os vetores virais utilizados na terapia são difusíveis e capazes de fazer a transdução do estriado.

## Bases da terapia genética
O objetivo principal da terapia genética é produzir novas gerações de células que produzem dopamina, e em seguida transplantar essas novas células para os pacientes com DP. Isso acontece porque os neurônios não são capazes de proliferar ou ser renovados; e a substituição de neurônios perdidos é um processo que atualmente está sendo investigado. O uso de células dopaminérgicas embrionárias não pode ser usado porque essas células são difíceis de obter e as modificações celulares só podem ser feitas em células somáticas, não na linha germinativa. Com as modificações da célula transplantada, pode ocorrer alteração na expressão dos genes ou normalizá-los.

## Tipos de terapia genética
Existem vários tipos de terapia genética. Terapias para abordagens sintomáticas, como a produção de L-dopa ectópica, a síntese ectópica completa de dopamina, a conversão ectópica de L-dopa ou o uso da descarboxilase do ácido glutâmico (GAD). Também existem terapias modificadoras da doença, como NTN ou GNDF (fator neurotrófico derivado da linhagem de células gliais), a regulação da expressão do gene α-sinucleína e Parkin. Os principais estudos estão utilizando o AAV2 como plataforma vetorial, tornando-o o vetor padrão para esta doença, embora um lentevírus também tenha sido utilizado. Nos diversos tipos de terapia genética, as investigações estão codificando enzimas necessárias para a síntese de dopamina, como a tirosina hidroxilase, a GTP ciclo-hidrolase 1 e a AADC.

### Abordagens sintomáticas
Uma abordagem sintomática para a doença de Parkinson é um tratamento com foco nos sintomas dos pacientes com DP. A primeira consiste na síntese ectópica de dopamina. A produção de L-dopa ectópica no estriado é outra terapia genética alternativa qua consiste na transferência dos genes TH e GTP ciclohidrolase 1 para os MSNs porque a atividade endógena AADC é capaz de converter a L-dopa em dopamina. Em um experimento realizado em 2005, usando tirosina hidroxilase (TH) e GCH1 juntos com vetores, os pesquisadores conseguiram fornecer níveis normais de L-dopa aos ratos. Os resultados deste experimento mostraram uma diminuição de 85% nas discinesias e a reversão das projeções anormais no estriado usando a transferência do gene TH-GCH1.
A síntese de dopamina pode ser totalmente ectópica. Neste caso, a enzima AADC é responsável por converter a levodopa em dopamina. Na doença de Parkinson, a perda de neurônios do nigroestriado resultando na incapacidade de converter levodopa em dopamina. O objetivo do AAV2-hAADC é reestabelecer os níveis normais de AADC no estriado para que haja mais conversão de levodopa e, por consequência reduzindo a discinesia induzida por levodopa. Em 2012, foi realizado um experimento com primatas testando o transgene tirosina hidroxilase (TH) em astrócitos de primatas. A terapia genética foi feita com a transferência de um cDNA de comprimento total de TH usando TH de rato. Os resultados mostraram melhora comportamental nos macacos que receberam o plasmídeo, ao contrário do macaco controle.
Outro tipo é a conversão ectópica de L-dopa, na qual eles usam uma terapia de substituição enzimática genética que pode ser usada para aumentar a eficácia da terapia farmacológica com L-dopa usando vetores AAV. Esses vetores AAV foram projetados para enviar a sequência de codificação AADC para o MSN (neurônios espinhosos médios) no estriado para poder converter L-dopa administrada em dopamina.
Outro tipo de terapia genética como abordagem sintomática é o uso da expressão da descarboxilase do ácido glutâmico (GAD) no núcleo subtalâmico. Esta é uma terapia de substituição enzimática genética que pode ser usada para aumentar a eficácia da terapia farmacológica com L-dopa usando vetores AAV. Esses vetores AAV foram projetados para enviar a sequência de codificação AADC para o MSN no estriado para poder converter L-dopa administrada em dopamina. Um estudo de fase 2, publicado no periódico Lancet Neurology Parkinson, diz que uma terapia genética chamada NLX-P101 reduz drasticamente os danos ao movimento. Neste estudo, eles usaram descarboxilase do ácido glutâmico (GAD). Eles introduziram material genético no cérebro relacionado às funções motoras. Os sintomas incluíam tremor, rigidez e dificuldade de movimentos; e melhoraram em metade do grupo em terapia genética, enquanto no grupo controle, 14% melhoraram.

### Doença modificadora
Existem terapias em desenvolvimento baseadas na modificação da doença. O primeiro é a entrega de genes de fatores neurotróficos. Nesta terapia, GNDF ou NTN são usados para proteger o sistema. GNDF é um fator da superfamília TGFß, é secretado pelos astrócitos (células da glia responsáveis pela sobrevivência dos neurônios dopaminérgicos do mesencéfalo) e é homólogo ao NTN, à persefina e à artemina. Estudos pré-clínicos do sistema dopaminérgico nigroestriatal em relação à doença de Parkinson mostraram que GNDF e NTN são agentes neuroprotetores muito potenciais. Outro tipo de técnica de modificação da doença é o silenciamento da sinucleína. Alguns casos de DP foram relacionados a polimorfismos no promotor da α-sinucleína e também na multiplicação do locus que carrega o gene da α-sinucleína. Portanto, tentar regular negativamente a expressão da α-sinucleína pode impactar o desenvolvimento da doença. Foram explorados vários sistemas de entrega de genes baseados em vetores virais que interferem na expressão da α-sinucleína, e eles dependem da interferência do RNA (desestabilizando o RNAm da α-sinucleína) e/ou do bloqueio da tradução da proteína (usando RNA de grampo curto ou micro RNA direcionado contra a sequência do RNAm da α-sinucleína).
A descoberta do gene Parkin é outro tipo de modificação da DP. O gene Parkin está ligado a mutações associadas ao parkinsonismo juvenil autossômico recessivo (estado prévio de Parkinson com sintomas e patologia típicos, mas com progressão lenta). As mutações no gene Parkin são responsáveis pelo desenvolvimento do parkinsonismo juvenil autossômico recessivo.

## Novos projetos e investigações
Mais ensaios de terapia genética foram conduzidos para DP (com o gene do vírus adeno-associado 2), os objetivos e estratégias usados nas pesquisas atuais são claros, a pesquisa tenta traduzir a experiência obtida durante os ensaios e tentar melhorar o desenvolvimento de novas tecnologias para a terapia genética da DP.